# روبرتو فائنتسا
روبرتو فائنتسا (ایتالیایی: Roberto Faenza؛ زادهٔ ۲۱ فوریهٔ ۱۹۴۳) یک کارگردان، و فیلم‌نامه‌نویس اهل ایتالیا است. وی در سال ۱۹۹۳ برنده جایزه دیوید دی دوناتلو بهترین کارگردان شده‌است.
از فیلم‌های او می‌توان به ماریانا اوکریا و روزهای ترک و جدایی اشاره کرد.